# كاثرين زيتا جونز
كاثرين زيتا جونز (بالإنجليزية: Catherine Zeta-Jones)‏ ممثلة بريطانية من مواليد ويلز، بريطانيا، حصلت على جائزة الأوسكار لأفضل ممثلة مساعدة عن دورها في فيلم شيكاغو، كما حصلت بنفس الدور على جائزة أفضل ممثلة في دور ثانوي من الأكاديمية البريطانية لفنون الفيلم والتلفزيون، مثلت في العديد من الأفلام منها أوشن 12 وذا ترمينال وشيكاغو وآثار جانبية.

## حياتها
ولدت في 25 سبتمبر 1969 في مدينة سوانزي في ويلز لاب ويلزي وأم أيرلندية، بدأت في التمثيل من خلال المسرح منذ أن كانت طفلة
ثم عرض عليها أدوار تلفزيونية كان أهمها دور «ميريات» في المسلسل البريطاني The Darling Buds of May عام 1991 , وبعدها حصلت على دور في مسلسل The Young Indiana Jones Chronicles عام 1992 , ومن بعد ذلك شاركت زيتا جونز في أفلام سينمائية لم تحقق نجاحاً ملحوظاً، وفي عام 1998 نالت على أول دور بطولة في فيلم سينمائي ضخم الإنتاج وهو فيلم The Mask of Zorro .

## قائمة أفلامها
| العام | اسم الفيلم                   |
| ----- | ---------------------------- |
| 1996  | The Phantom                  |
| 1998  | The Mask of Zorro            |
| 1999  | Entrapment, The Haunting     |
| 2000  | Traffic                      |
| 2001  | America's Sweethearts        |
| 2002  | Chicago                      |
| 2003  | Intolerable Cruelty, Sinbad  |
| 2004  | The Terminal, Ocean's Twelve |
| 2005  | The Legend of Zorro          |
| 2007  | my Love Meroo                |
| 2022  | Wednesday                    |

## الترشيحات والجوائز

### الأوسكار
- أفضل ممثلة مساعدة عام 2003 عن فيلم وفازت بها

### الغولدن غلوب
- أفضل ممثلة عام 2001 عن فيلم Traffic
- أفضل ممثلة موسيقية أو كوميدية عام 2003 عن فيلم Chicago.